# Acacia argyrodendron
Acacia argyrodendron é uma espécie de leguminosa do gênero Acacia, pertencente à família Fabaceae.